# Karl Felde
Karl Felde (* 8. März 1867 in Remscheid; † 2. Oktober 1925 in Schmalkalden) war ein deutscher Politiker (DDP) und Mitglied des Kurhessischen Kommunallandtages sowie Abgeordneter des Provinziallandtages der Provinz Hessen-Nassau.

## Leben
Karl Felde war der Sohn des Kaufmanns Karl Felde und dessen Gemahlin Bertha Berger. Er übernahm das elterliche Geschäft und war Kaufmann in Schmalkalden, als er 1911 in indirekter Wahl ein Mandat für den Kurhessischen Kommunallandtag des Regierungsbezirks Kassel erhielt. Aus dessen Mitte wurde er zum Abgeordneten des Provinziallandtages der Provinz Hessen-Nassau bestimmt. Er war Mitglied der Deutschen Demokratischen Partei (DDP) und ab 1920 gehörte er der Hessischen Arbeitsgemeinschaft an.